# 70
70（七十、ななじゅう、しちじゅう、ひちじゅう、ななそ、ななそじ）は自然数、また整数において、69の次で71の前の数である。

## 性質
- 70は合成数であり、正の約数は 1, 2, 5, 7, 10, 14, 35, 70 である。
  - 約数の和は144。
    - 70を除く約数の和は74で14番目の過剰数である。1つ前は66、次は72。
    - 約数の和が平方数になる5番目の数である。1つ前は66、次は81。

  - 約数を8個もつ8番目の数である。1つ前は66、次は78。
    - 約数を n 個もつ n 番目の数である。1つ前は24137569。次は1089。(オンライン整数列大辞典の数列 A073916)
- 最小の不思議数である。次は836。
- 7番目の五角数である。1つ前は51、次は92。
  - 70 = 7 + 8 + 9 + 10 + 11 + 12 + 13
  - 五角数が楔数になる最小の数である。次は590。
  - 五角数がハーシャッド数になる4番目の数である。1つ前は12、次は117。
- 5番目の五胞体数である。1つ前は35、次は126。
  - 70 = 5 × 6 × 7 × 8/1 × 2 × 3 × 4
- 4番目の十三角数である。1つ前は36、次は115。
- 6番目のペル数である。1つ前は29、次は169。
- 4番目の楔数である。1つ前は66、次は78。
  - 楔数がハーシャッド数になる3番目の数である。1つ前は42、次は102。
- 27番目のハーシャッド数である。1つ前は63、次は72。
  - 7を基としたとき2番目のハーシャッド数である。1つ前は7、次は133 。
- 1/70 = 0.0142857… (下線部は循環節で長さは6)
  - 逆数が循環小数になる数で循環節が6になる14番目の数である。1つ前は65、次は77。
- 70! は1グーゴルに比較的近い。

70! = 11, 978, 571, 669, 969, 891, 796, 072, 783, 721, 689, 098, 736, 458, 938, 142, 546, 425, 857, 555, 362, 864, 628, 009, 582, 789, 845, 319, 680, 000, 000, 000, 000, 000 ≒ 1.1978571669969891796 × 10100
- パスカルの三角形の9段目の中央の数は70である。1つ前は20、次は252。
  - {\displaystyle 70={\frac {8!}{(4!)^{2}}}={\frac {5\times 6\times 7\times 8}{1\times 2\times 3\times 4}}}
- 各位の和が7になる8番目の数である。1つ前は61、次は106。
- 各位の平方和が平方数になる19番目の数である。1つ前は68、次は80。(オンライン整数列大辞典の数列 A175396)
- 70 = 32 + 52 + 62
  - 3つの平方数の和1通りで表せる33番目の数である。1つ前は68、次は72。(オンライン整数列大辞典の数列 A025321)
  - 異なる3つの平方数の和1通りで表せる21番目の数である。1つ前は66、次は75。(オンライン整数列大辞典の数列 A025339)
  - n = 2 のときの 3n + 5n + 6n の値とみたとき1つ前は14、次は368。(オンライン整数列大辞典の数列 A001579)
  - 70 = (7−1/2)2 + (11−1/2)2 + (13−1/2)2
- 70 = 26 + 6
  - n = 6 のときの 2n + n の値とみたとき1つ前は37、次は135。(オンライン整数列大辞典の数列 A006127)
- n = 70 のとき n と n − 1 を並べた数を作ると素数になる。n と n − 1 を並べた数が素数になる8番目の数である。1つ前は58、次は78。(オンライン整数列大辞典の数列 A054211)
- 70 = 5 × 6 × 7/3
  - n = 5 のときの n(n + 1)(n + 2)/3 の値とみたとき1つ前は40、次は112。(オンライン整数列大辞典の数列 A007290)
    - {\displaystyle 70=\sum _{k=1}^{5}k(k+1)}

## その他 70 に関連すること
- 3月11日は年始から数えて70日目である。( ただし閏年は3月10日 )
- 70 の接頭辞：septuaginti（拉）、heptaconta（希）
- ラテン語では septuaginta（セプトゥアーギンター）。
- 原子番号 70 の元素はイッテルビウム (Yb)。
- 70歳の別名：七十路（ななそじ）、古希（古稀。杜甫の詩から）。
- 第70代天皇は後冷泉天皇である。
- 大相撲の第70代横綱は、日馬富士公平である。
- 日本の第70代内閣総理大臣は鈴木善幸である。
- 第70代ローマ教皇はホノリウス1世（在位：625年10月27日～638年10月12日）である。
- 横浜ランドマークタワーは、地上70階建て。
- 水滸伝の70回本（金聖嘆が元の物語の後半を切り捨てて編集したもの。71回本とも）
- EXPO'70 は1970年に開催された日本万国博覧会のことである。
- 70系は70系・70形と呼ばれる（鉄道車両の）体系の一覧。
- クルアーンにおける第70番目のスーラは階段である。
- 日本野球機構に所属するプロ野球球団において、支配下選手登録できる人数の上限は70人である。